# Bancada Feminista
A Bancada Feminista do PSOL é um movimento de ocupação de mulheres na política, fundado em 2020. Neste ano, um coletivo de cinco mulheres lançou uma candidatura coletiva e elas foram eleitas para a Câmara Municipal de São Paulo, tendo sido a sétima candidatura com mais votos da cidade, com 46 242 votos. Assim, passou a ter a primeira coparlamentar intersexo da América do Sul.. Juridicamente na Câmara, o mandato é representado por Silvia Ferraro, que utiliza o nome de Silvia da Bancada Feminista.
Em 2022, uma nova candidatura coletiva desta vez foi lançada para a Assembleia Legislativa do Estado de São Paulo e, com 259 771 votos, se tornaram a terceira candidatura mais votada do Estado de São Paulo e a candidatura proporcional de mulheres mais votada do país. Neste pleito, também atingiu a marca de ter sido a candidatura de mulheres negras mais votada entre todas as disputas proporcionais. 
O movimento Bancada Feminista do PSOL, que hoje ocupa dois mandatos coletivos, segue com a tentativa de eleger mais mulheres na política, como forma de reforçar as lutas feministas.Em 2024 estão sendo representadas por Silvia Ferraro, Dafne Sena, Letícia Lé, Nathalia Santana e Naiara do Rosário. Como forma de expansão do movimento, a Bancada Feminista lançou candidaturas à vereadora em várias cidades do Estado de São Paulo em 2024: São Paulo, Guarulhos, Santo André, Osasco, Atibaia, Bragança Paulista, Mauá e Suzano, se reelegendo na cidade de São Paulo e chegando à suplência em Guarulhos, Santo André, Bragança Paulista e Mauá.
O mandato coletivo na Câmara Municipal de São Paulo teve atuação em pautas feministas, a revisão do Plano Diretor da cidade, educação, saúde, entre outros temas. O mandato coletivo na Assembleia Legislativa teve atuação contra a privatização da Sabesp, juventude, mulheres e população LGBTQIA+.

## Composição
O mandato coletivo da Bancada Feminista do PSOL na Câmara é composto por Silvia Ferraro, Dafne Sena e Natália Chaves. Na Alesp, o mandato coletivo é composto por Paula Nunes, Carolina Iara, Mariana Souza, Sirlene Maciel e Simone Nascimento.